# Cagayan-Archipel
Der Cagayan-Archipel ist eine Inselgruppe inmitten der Sulusee, einem Nebenmeer des Pazifischen Ozeans. Die Inseln liegen 248 km von Puerto Princesa (Palawan, Philippinen) entfernt, etwa 6–8 Bootsstunden nördlich der Tubbataha-Atolle.
Nach dem Zensus von 2020 leben 6.884 Menschen auf den Inseln des Archipels, davon etwa zwei Drittel auf der 16 km langen Hauptinsel Cagayan Island, die an ihrer breitesten Stelle lediglich 2 km misst. Cagayancillo, die auf Cagayan Island gelegene Hauptstadt des Archipels, hat 2500 Einwohner.

## Geographie
Im Norden läuft die Insel Cagayan in einer kilometerlangen Nehrung von nur wenigen Hundert Metern Durchmesser aus. Ihr schließt sich im Norden Tanusa Island mit 575 Einwohnern und die unbewohnte Insel Dondonay im Nordosten an. Der Archipel läuft schließlich nach Norden in einer gut 20 km weit reichenden Flachwasserzone aus, die mit Korallen durchsetzt ist. Richtung Nordosten, nördlich der kleinen Insel Boombog, schließt sich die fast 100 km lange Kette der Catimogan- und Sultana-Untiefen, versunkenen knapp unter der Wasseroberfläche  liegenden Inseln an. Nach Westen bildet Calusa Island den Abschluss. Ganz im Süden des Archipels liegt Cawili Island, mit 785 Bewohnern, die einzig größere von einigen weiteren kleinen Eilanden, deren Höhe in schwer zugänglichen, teilweise veralteten Seekarten nur noch als „50 feet treetop“ angegeben wird. Über die Hauptinsel Cagayan verteilt liegen einige kleine Dörfer, die durch eine Naturpiste, also eine nicht künstlich ausgebaute Fahrbahn, miteinander verbunden sind.
Der Archipel ist schwer zu erreichen, ein regelmäßiger Fährverkehr zu den Inseln existiert nicht. Etwa einmal in 10 Tagen übernehmen daher größere einheimische Auslegerboote (Bankas) den Transport ab Puerto Princesa (Palawan) und benötigen für die Strecke 15–20 Stunden. Es existiert allerdings ein kleiner Fluglandeplatz, eine holprige mit Steinen durchsetzte Graspiste. Von Manila ist Cagayan per Flugzeug in rund 80 Minuten, von Puerto Princessa in 50–60 Minuten erreichbar.
An der Hafeneinfahrt von Cagaya befindet sich auf einem 40 m hohen Hügel ein Kastell aus der spanischen Kolonialzeit, das, in kleinerer Form, jenem von Taytay (Palawan-Nord) gleicht. Nur noch die Festungsmauern sind größtenteils erhalten, im Inneren befinden sich überwachsene Reste einiger Grundmauern und Fundamente.

### Geologie
Der 500 km lange und 30 km breite Cagayan de Sulu-Rücken teilt die Sulusee in das Nordwest- und das Südost-Bassin und verbindet die Riffinseln von Cagayan, Arena, Cawili, Tubbataha und Cagayan de Sulu nordöstlich von Borneo.
Die nordwestliche Küstenseite besteht überwiegend aus angehobenem, meist senkrecht abfallenden Kalkgestein, das bis zu 62 m aufragt und als Rücken alle Inseln durchzieht. Oberhalb des Meeresspiegels lässt sich in etwa 10 m Höhe über weite Strecken eine alte Brandungskehle erkennen. Auf Grund der massiven Stalaktiten kann die Auswaschung auf mehrere zehntausend Jahre geschätzt werden. An wenigen Stellen lassen sich darüber mindestens zwei weitere, stark erodierte erahnen. Wodurch die Hebung entstanden ist, ist unklar, allerdings verläuft südlich des Archipels der Sulugraben und stößt östlich an den Negrosgraben an – im Norden führt der Manilagraben weiter – und fast genau in dieser Bereich befindet sich der Archipel. Speziell an dieser Störung könnten immer wieder einmal ruckartige Hebungen stattfinden, was Plattentektonik in diesem Gebiet zumindest vor längerer Zeit plausibel erscheinen lässt.
Etwa 12 Meter unterhalb der Wasseroberfläche befindet sich abschnittsweise eine weitere mächtige Brandskehle. Da keine Tropfsteinbildung zu sehen ist, muss sie bei niedrigerem Wasserpegel, vermutlich während der letzten größeren Eiszeit, entstanden und, seit der darauf folgenden Warmzeit, sehr rasch ununterbrochen überschwemmt worden sein. Veränderungen der Wasserhöhe könnten somit auch als Erklärung für die anderen Brandungskehlen dienen.

## Sprache
Es wird überwiegend Cagayanin gesprochen, das mit dem Dialekt im Cuyo-Archipel und Busuanga verwandt ist, ferner Tagalog, Englisch ist als Fremdsprache mäßig verbreitet.

## Wirtschaft
Die Inseln sind an vielen Stellen mit Korallengestein und -brocken durchsetzt, in weiten Bereichen herrscht karger rötlicher Boden vor, der eine geordnete Landwirtschaft in der Trockenzeit nicht zulässt. Die Speicherkapazität für Wasser ist bei diesem karstigen Kalkgestein und der Inselgröße gering, Frischwasservorräte durch Seen nicht, Quellen nur in der Regenzeit gegeben. In der Regenzeit wird Wasser in gemeinschaftlichen Zisternen gesammelt und verwaltet.
Trotzdem ist die Insel übersät mit Feldern, auf denen in der Regenzeit hauptsächlich Reis angebaut wird. Hinzu kommen Kokosnuss- (Kopra), Bananen-, Mango- und Cashew-Anpflanzungen. Das Haupteinkommen wird durch den Fischfang und durch auswärtige Arbeit auf Palawan und den Visayas verdient. Einige Meeresfrüchte, wie von einigen asiatischen Küchen beliebte getrocknete Seegurken, sind weitgehend ausgebeutet. Die Algenzucht für pharmazeutische, kosmetische und kulinarische Produkte ist aus unbekannten Gründen seit 2003 eingegangen.

### Tourismus
Tourismus ist nicht vorhanden, von seltenen Tauchtouristen aus Boracay, Sipalay City auf Negros und Palawan abgesehen. Die Insel ist vom Tourismus bisher vollkommen übergangen worden, die Einnahmen in diesem Bereich sollen aber durch künftige Investitionen gesteigert werden.
Die zurzeit einzige, nicht permanent geöffnete und sehr rustikale Unterkunft ist das Queen Ann House auf der Hauptinsel. Eine Tauchbasis unter Schweizer Führung sollte Ende 2005 in Bau gehen.
Sporttaucher finden überwiegend Korallenwände vor. Sie fallen meist in einer ersten Stufe auf 10–15 m, dann auf 40–55 m ab. Die Korallenwelt ist in vielen Abschnitten noch ausgezeichnet erhalten.

## Flora und Fauna
Biodiversitätsstudien oder andere Bestandsaufnahmen fehlen noch. Große Säugetiere gibt es keine, von einigen Flughunden abgesehen. Die Vegetation ist weitgehend abgeholzt, zusammenhängende Waldgebiete gibt es nicht mehr. Lediglich eine karge Strauch- und Buschvegetation hat sich in abgelegenen Inselteilen erhalten.
Auf Grund der abgelegenen Lage und ersten kleinen Schutzmaßnahmen seit 2002 durch die Verwaltung (teilweise in Zusammenarbeit mit dem WWF) sind viele Riffabschnitte jenseits der Inselhauptstadt intakt, zu einem guten Teil sogar in einem sehr guten Zustand, die den der Tubbataha-Atolle manchmal übertreffen. Allerdings wurde und wird auch hier Cyanid- und Dynamit-Fischerei betrieben. Großfische sind in der strömungsärmeren Trockenperiode von April bis Juni nur weiter entfernt von den größeren Inseln im nördlichen Bereich des weit ausladenden Korallengebiets sowie bei den Shoals (kleine, versunkene Inseln) und im Gebiet der Calusa-Insel anzutreffen.